# هیوندای اف‌بی
هیوندایی اف‌بی (Hyundai FB) خودرویی است که سیستم جعبه‌دندهٔ آن به صورت دستی است.